# Cyclanthera multifoliolata
Cyclanthera multifoliolata är en gurkväxtart som beskrevs av Célestin Alfred Cogniaux. Cyclanthera multifoliolata ingår i släktet springgurkor, och familjen gurkväxter. Inga underarter finns listade i Catalogue of Life.